# Géographie du genre
La géographie du genre (ou Gender Geography), appelée aussi géographie féministe, est un courant de la géographie qui intègre la notion de genre et une diversité d'approches pour penser l'espace. Elle étudie notamment les rapports différenciés des femmes, des hommes, des minorités sexuelles et de genre à l'espace. Historiquement, elle trouve son héritage dans l'étude des femmes en géographie et dans les théories et épistémologies féministes. En France elle fait l'objet de différentes contraintes et critiques dès les années 1970.

## Définitions et caractéristiques
Selon Susan Hanson, présidente de l'association américaine des géographes en 1992, le féminisme a été le principal investigateur de l'utilisation du terme « genre » au sein de la géographie anglo-saxonne en regardant le monde au travers du filtre du genre[pas clair].
En France, la géographie du genre a peiné à se faire une place, malgré des travaux pionniers anciens tels que ceux de Jacqueline Coutras ou Jeanne Fagnani dès la fin des années 1970. Ses recherches ont été considérées comme particularisantes et limitées, ne respectant pas les caractéristiques d'universalité et de spatialité dédiées jusqu'alors aux études géographiques. Par conséquent leurs travaux ont été sous-estimés par leurs pairs.
L'apparition de cette géographie a pour origine la prise de conscience de l'existence d'une science dominée par l'universalité masculine. La vision du Monde, du rapport Homme/Milieu, aurait donc été tronquée, dès lors que celle-ci fut centrée sur l'univers masculin.

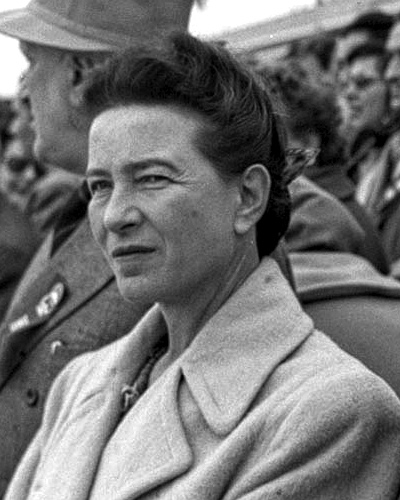
La géographie du genre trouve des influences dans les écrits de Simone de Beauvoir.

Pour comprendre l'approche de la géographie de genre, il est nécessaire de différencier sexe et genre. Ainsi, la géographie de genre ne s'intéresse pas à la définition des individus par rapport à ses caractéristiques biologiques (sexe). Selon Claire Hancock, géographe et professeure des universités à l'Université Paris-Est-Créteil-Val-de-Marne (UPEC), la géographie du genre se focalise sur la construction sociale (genre) de ces différences, considérant que « parce qu'elles appartiennent à un sexe donné, les personnes vont être soumises à des conditionnements sociaux les amenant à se construire une identité sexuée liée aux attentes qu'on a vis-à-vis d'elles, aux normes de conduite qui leur sont dictées ». Claire Hancock et Francine Barthe-Deloizy expliquent que « le genre est donc un construit social qui s’oppose à une « nature » d’essence masculine ou féminine, il est à la fois un processus lié à des rapports de sexe et en même temps une identité évolutive caractérisant chacun des sexes l’un par rapport à l’autre ». On peut dire que c'est une façon de penser qui s'appuie sur la célèbre assertion de Simone de Beauvoir dans Le deuxième sexe, publié en 1949 : « on ne naît pas femme, mais on le devient ».
Marianne Blidon propose de classer les travaux de géographie du genre selon trois grandes approches :
1. L'approche qui consiste à « analyser en quoi le genre produit de la différenciation spatiale », c'est-à-dire à considérer que l'espace est genré et qu'il y a des espaces masculins, féminins ou mixtes ;
2. L'approche qui consiste à « analyser en quoi l’espace participe de la différenciation de genre et de la construction des identités masculines et féminines », c'est-à-dire à considérer que l'espace est gérant et qu'il contribue à différencier les personnes en fonction de leur sexe (exemple des toilettes publiques) ;
3. L'approche qui consiste à « interroger les fondements même du savoir et les conditions de son élaboration en sciences humaines », c'est-à-dire à considérer que le genre structure aussi les catégories de pensée et la production du savoir (en opposant par exemple sensibilité et rationalité, faiblesse et force, concret et abstrait, etc.)[7].

La géographie qui s'intéresse aux questions de genre n'est donc pas seulement « une géographie « des femmes », pratiquée par des femmes, à destination du seul public féminin », même si c'est historiquement pour étudier la position et de rôle des femmes dans la société que cette notion a d'abord été mobilisée. Le fait de se concentrer sur les femmes pourrait d'ailleurs même conduire à « naturaliser leur situation dans la société, voire de se trouver à "blâmer la victime" » selon les analyses de Liz Bondi et Mona Domosh citées par Claire Hancock. La construction de la masculinité est donc autant à étudier que celle de la féminité. Claire Hancock, à propos de la géographie du genre américaine, écrit ainsi en 2002 que « loin de constituer une entreprise marginale et minoritaire, [la préoccupation du genre] s'inscrit dans nombre de débats plus larges sur les inégalités, et [qu']elle est reconnue comme une des déclinaisons à donner à la recherche pour traiter pleinement d'une question ».
Les travaux de géographie du genre et féministe « ne se limitent pas à quelques « objets » incontournables, mais s’attachent à faire relire la pratique même de la géographie, interroger les rapports de pouvoir qui s’y jouent, et impulser des modes de fonctionnement plus réflexifs et mieux assumés comme « engagés » ».
L'objet de la géographie de genre est d'analyser les rapports sociaux afin d'étudier dans leur ensemble les débats sur les inégalités matérielles et politiques construites socialement. Cette nouvelle vision propose un regard systémique des relations entre personnes de différents genres au-delà des études féministes qui centrent leur attention exclusivement sur les femmes. Par conséquent la géographie du genre dépasse l'analyse de la division genrée homme-femme ou la différenciation des espaces publics-privés dans les sphères économiques, sociales, et politiques. Elle analyse plutôt une nouvelle structure de l'occupation du territoire avec la reconnaissance d'espaces mixtes caractérisés par la complémentarité et l'expression des interrelations homme-femme[réf. souhaitée].
Cette géographie trouve sa place dans la géographie sociale et culturelle. Elle combine différentes échelles spatiales et différents positionnements de recherche qui permettent, de considérer l'implication personnelle de l'auteur et les dynamiques de l'espace privé[réf. souhaitée].
Cette nouvelle conception permet d'accéder aux représentations cachées du territoire. Cette relecture des processus socio-spatiaux permet de comprendre les pratiques territoriales ainsi que leur constitution[réf. souhaitée].
Le concept « genre » permet une lecture transversale et englobante des dynamiques des individus dans un monde mobile où le système d'organisation en réseau est de plus en plus important et visible[réf. souhaitée].

## Histoire
Pour un article plus général, voir Gender Studies.
La géographie de genre a vu sa construction s'effectuer en fonction de l'approche du genre. En effet la géographie traditionnelle a intégré au cours du temps le concept des Études femmes, des études féministes et des études genre dans l'analyse du territoire et des pratiques spatiales.
Le concept de genre en géographie est à l'origine d'une nouvelle façon de penser l'espace. Son émergence dans les années 1960 à 1970, dans le monde anglo-saxon s'effectue dans un contexte constructiviste cherchant à questionner les vérités scientifiques et dans un contexte féministe contestant les inégalités de pouvoir entre les sexes. Ces nouveaux concepts scientifiques porteurs de contestations politisées dans le monde anglo-saxon, vont rencontrer peu de soutien dans le monde francophone du fait des valeurs universalistes et républicaines institutionnalisées.
À partir des années 1980, l'expression anglaise gender geography est traduite en français au sein de l'UGI par « géographie du masculin-féminin ».

### Généralités sur l'histoire de la géographie féministe
À l'origine la géographie féministe se focalise sur la démonstration des espaces de domination entre les sexes dans le système patriarcal. Ces études ont ensuite été transcrites sous la forme de configuration spatiale des rapports entre les hommes et les femmes. Dans un premier temps la géographie féministe a présenté une configuration des espaces opposés entre les sexes en ignorant les espaces qui les connectent. En tant que système social les femmes sont à l'origine de nouveaux espaces de socialisation. De par ce fait, la dichotomie des espaces associés aux hommes et aux femmes fait apparaître des pratiques différenciées sexuées[réf. souhaitée].

### Généralités sur l'histoire de la géographie de genre
Le début des années 1970 voit la naissance de la géographie de genre. Elle envisage le sexe comme une construction sociale et non-biologique. L'évolution du contexte économique mondial et la participation grandissante des femmes dans son développement a conduit des organismes internationaux (le Programme des Nations unies pour le Développement Humain) et les chercheurs (travaux de Janet Momsen) à utiliser ce concept géographique. Il est prioritairement utilisé en géographie économique, notamment en géographie du développement et de la pauvreté. Ainsi il permet l'étude de l'appropriation de l'espace par les individus de genre féminin ainsi que d'envisager le territoire suivant un nouveau point de vue : la territorialité différenciée en fonction des genres[réf. souhaitée].

### Histoire des géographies féministes et du genre de langue anglaise

#### Années 1970
Les géographes féministes trouvent des outils d'analyses dans la pensée marxiste, notamment autour de la « dichotomie public-privé, vue comme inhérente au système capitaliste, dans lequel ce sont les sites respectifs de la production et de la reproduction, et comme base d'une division sexuée de l'espace ».

#### Années 1980
En 1984, le groupe d'études Women and Geography réalise un ouvrage théorique de géographie féministe, intitulé Geography and Gender à partir des travaux empiriques réalisés jusque-là. Cet ouvrage contribue à légitimer la géographie féministe en tant que branche de la géographie.
À la fin des années 1980, des autrices, notamment Linda McDowell, se félicitent du développement de la géographie du genre lors de cette décennie.
À la fin de la décennie, Peter Jackson étend les enjeux de la géographie du genre à celle des sexualités et des minorités sexuelles à travers un chapitre intitulé « Gender and sexuality » et oriente cette géographie genre d'abord plutôt économique vers la géographie sociale et culturelle.

#### Années 1990
Les années 1990 sont marquées par le développement de la géographie des sexualités avec notamment la publication de Mapping Desire de Gill Valentine et David Bell en 1995,.
La fin des années 1990 voit l'apparition des géographies queers.

#### Années 2000
Au niveau des géographies queers, les années 2000 correspondent à la deuxième vague de géographie queer et voient notamment l'essor des géographies trans.

### Histoire des géographies des femmes, féministes et du genre en France
La géographie française intègre tardivement le concept de genre dans ses analyses, notamment à la lecture de travaux britanniques. Pour autant cela ne signifie pas que les études portant sur les femmes, le genre et les sexualités n'apparaissent qu'à ce moment-là en France, ni qu'elles sont uniquement une spécificité anglo-américaine.

#### Années 1940-1960: prémices d'une géographie «sur les femmes»[3]
La géographe Germaine Veyret-Verner publie des articles et notes sur l'étude des activités professionnelles des femmes dès 1941,.
Dans les années 1960, plusieurs géographes réalisent des travaux sur le travail des femmes et la population active féminine : Renée Rochefort en Italie et dans la région lyonnaise, Nicole Sztokman dans les grandes villes françaises et européennes, Danielle Mingasson dans la région grenobloise et Claude Michel en Bretagne,.

#### Années 1970

##### Pionnières de la géographie féministe
À la fin des années 1970, Jacqueline Coutras et Jeanne Fagnani publient des études féministes sur les femmes. Elles ont d'abord réalisé leurs recherches sur des problématiques de géographie sociale et économique dans la première moitié des années 1970 avant de s'orienter vers une géographie féministe des femmes à l'issue de leur thèse. En 1977 elles publient un article intitulé « Transports » dans Les Cahiers du Grif dans lequel elles analysent « certains des rapports des femmes aux structures urbaines ». Elles analysent ce même thème dans l'article « Femmes et transports en milieu urbain » publié en 1978 dans la revue internationale International Journal of Urban and Regional Research,. Elles y soulignent « les contradictions qui existent entre les normes idéologiques de l'ordre patriarcal qui lie les femmes à la maison et les impératifs du système capitaliste actuel qui a besoin d'elles dans le marché du travail tout en profitant dans le même temps de certains aspects du fonctionnement de l'unité familiale ».
La géographie sociale de l'ouest de la France (notamment d'Armand Frémont) permet à Jacqueline Coutras et Raymonde Séchet de développer leur pensée sur le genre en géographie grâce au concept d'« espace vécu » et à l'attention portée à la « subjectivité individuelle, [aux] modes de vie et [aux] pratiques, [aux] représentations de l’espace ».

##### Frein au développement de la géographie féministe dans les années 1970
Si la géographie sociale est dès le départ attentive aux femmes et à leurs espaces, les recherches qui en sont issues commencent par naturaliser les différences entre les hommes et les femmes, ce qui exclut d'emblée une approche critique de cette question. C'est le cas par exemple des travaux de Renée Rochefort sur les migrants italiens et leurs familles : elle réalise une géographie des femmes mais pas une géographie du genre ni féministe.
D'après Claire Hancock, qui reprend les analyses de Jacqueline Coutras, la difficulté de la géographie féministe à s'installer dans la géographie française des années 1970 tient à deux facteurs : d'une part la tension entre une géographie féministe ouvertement idéologique et la revendication du reste de la géographie d'une certaine neutralité, d'autre part la priorité mise par la géographie marxiste sur les inégalités liées à la classe. Le travail pionnier de Jacqueline Coutras est ainsi « perçu par la communauté géographique comme anecdotique, limitée, voire corporatiste, en vertu de l’idée qu’un propos n’a de portée vraiment universelle et de valeur scientifique que lorsqu’il traite de toute la population ».

#### Années 1980
À partir des années 1980, l'expression anglaise gender geography est traduite en français au sein de l'UGI par « géographie du masculin-féminin ».
En 1981, Claire Bazin et Christiane Madeline soutiennent des thèses de géographie sur les femmes, la première en Tunisie, la seconde dans une ville de banlieue Nord.
Lors du colloque national « Femmes, féminisme et recherches » qui se tient à Toulouse en 1982, seules six participantes sur 266 se déclarent géographes, contre 85 sociologues, 27 historiennes et 39 littéraires. Jacqueline Coutras et Jeanne Fagnani en font partie. Elles participent aussi au colloque de géographie sociale de Lyon la même année avec des communications portant sur les femmes.

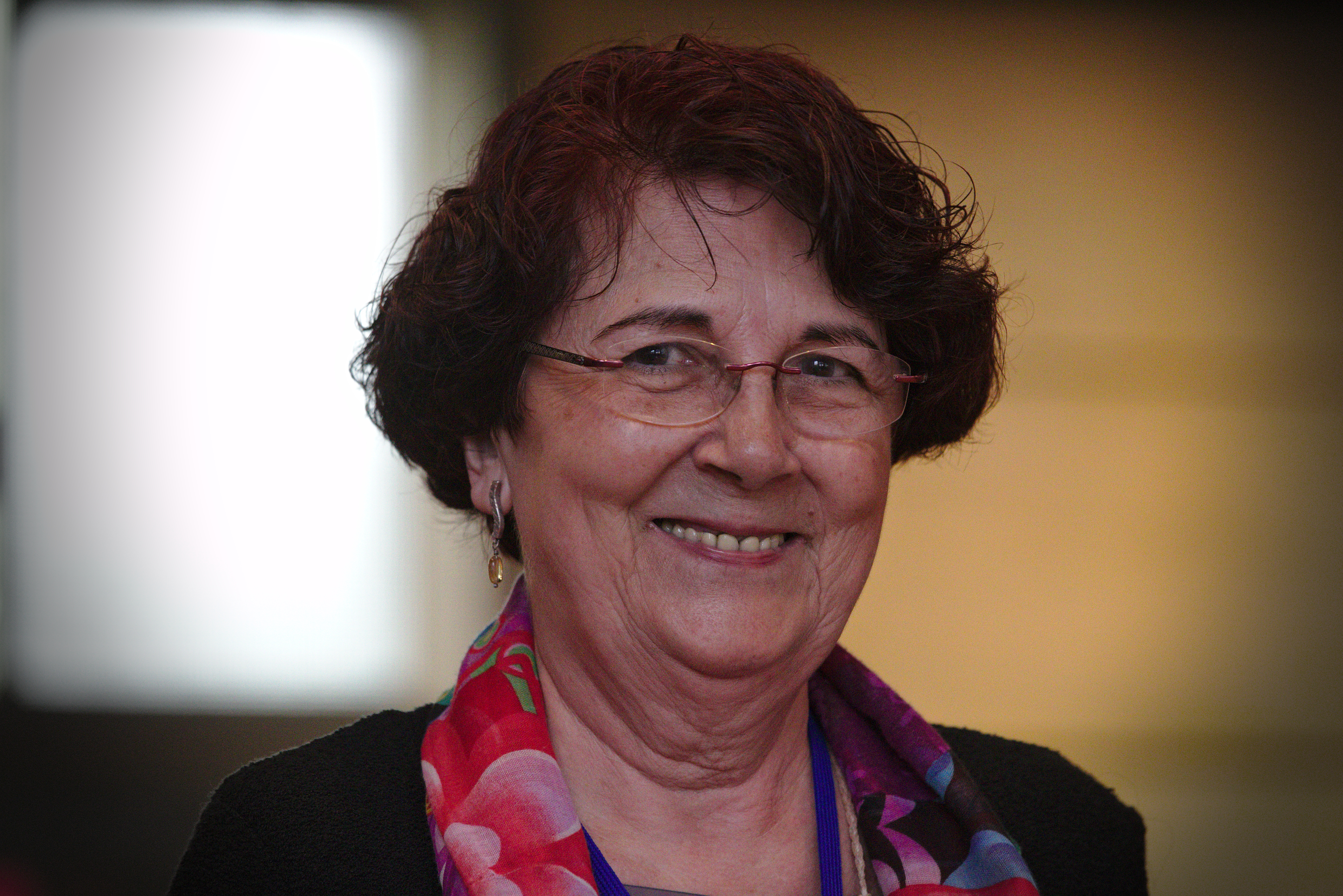
Maria Dolors García Ramón, géographe espagnole pionnière de géographie du genre

En 1989, Jacqueline Coutras et Jeanne Fagnani dirigent un numéro de la revue Espace, Populations, Sociétés intitulé « Sexe et espace - Sex and space », dans lequel elles incluent des écrits d'autrices anglophones et hispanophones (Geraldine Pratt, Susan Hanson, Damaris Rose, Dolores Garcia Ramon, etc.),. Dans l'éditorial de ce numéro, elles affirment qu'en « considérant les rapports entre les sexes comme des rapports sociaux, des géographes, de plus en plus nombreuses contribuent depuis quelques années à enrichir et à diversifier les approches concernant les relations spécifiques des femmes à l'espace. Désormais, la prise en compte de la variable « sexe » dans toute étude de géographie - sociale paraît incontournable ». Claire Hancock nuance leur propos en soulignant le fait que les années suivant ce numéro font peu de place à l'étude de cette variable.

#### Années 1990
Le contact de géographes français avec les géographes d'autres pays et aires linguistiques et d'autres disciplines les exposent à des idées et approches nouvelles, notamment celles sur le concept de « genre ».

#### Années 2000

##### «Montée en puissance» de la géographie du genre
Alors que la notion de « genre » est utilisée par des historiennes dès les années 1980, elle apparaît dans des numéros de revues et publications de synthèse de géographie française au début des années 2000, par le biais de Dominique Creton,. Le numéro de 2002 d'Espace, Populations, Sociétés s'intitule « Question de genre ». Il comprend des contributions portant sur le genre dans différentes géographies (suédoise, néerlandaise, anglophone). D'après l'éditorial, ce numéro « vise à rendre compte de l'approfondissement du champ de recherche, de la variété des questions traitées, de la vigueur des débats en cours ainsi que de la diversité des méthodes convoquées. [...] L'évolution sémantique traduit la poursuite du questionnement théorique, alimenté par le développement d'approches parfois sensiblement différentes ». Le second numéro, de 2004, « Espace, genre et sociétés », est « un prolongement du premier et un opus autonome ».
En 2003, Sophie Louargant soutient l'« une des premières thèses de géographie à adopter explicitement une approche de genre ».
Au début des années 2000, les géographes françaises travaillant sur le genre se retrouvent d'abord dans des colloques de sociologie et d'histoire autour de cette thématique. Le cloisonnement disciplinaire est alors relativement fort et les premiers travaux sur l'accès des femmes à l'espace public sont le fait de sociologues et démographes plutôt que de géographes.
Le premier colloque français de géographie portant sur les questions de genre a lieu à Lyon en 2004. Il s'intitule « Genre, territoire, développement : quels regards géographiques ? » et est organisé par Dominique Creton, Sonia Chardonnel, Chantal Gillette et Sophie Louargant. Ce colloque permet de montrer la diversité des approches possibles en géographie du genre, que le genre soit vu comme la problématique centrale de la recherche ou simplement comme variable significative.

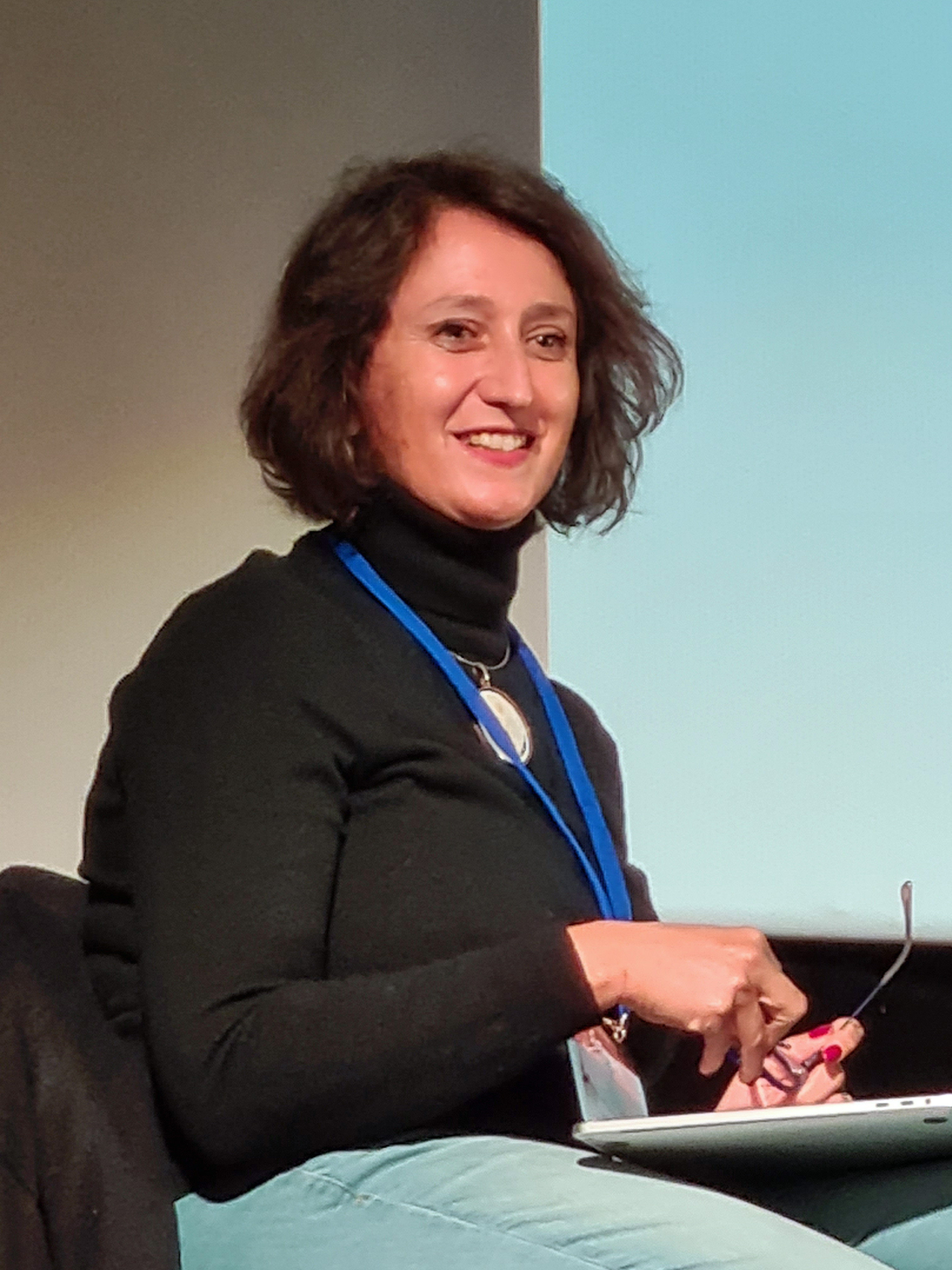
Marianne Blidon, autrice de la première thèse française de géographie des sexualités

À partir de 2001, différents ouvrages et de numéros de revue d'épistémologie de la géographie abordent la question du genre en géographie. C'est le cas de l'anthologie Géographies anglo-saxonnes, tendances contemporaines qui comporte un chapitre de Christine Chivallon sur les géographies féministes et d'un article de L’Espace géographique de 2004, écrit par Béatrice Collignon et Jean-François Staszak. La géographie féministe est citée dans ce dernier parmi les « courants aux fondements théoriques solides » qui semblent féconds aux auteur et autrice pour « revisiter tous les objets, y compris les plus classiques » de la géographie.
Ce contexte de remise en cause des normes de genre et de l'hétéronormativité en géographie permet aussi l'émergence d'une géographie des sexualités, dont Marianne Blidon fait l'objet de sa thèse, soutenue en 2007,. Cette question fait aussi l'objet des travaux de Stéphane Leroy, Emmanuel Jaurand et Nicolas Boivin à la même époque. Elle donne lieu à la journée d'études « Sexe de l’espace, sexe dans l’espace » organisée en 2007.

##### Critiques
Encore dans les années 2000, l'appellation « féministe » est considérée comme disqualifiante dans la géographie française, contrairement aux géographies britanniques et nord-américaines.
Au début de l'émergence de la géographie du genre, la question se pose de savoir s'il s'agit réellement de géographie et non plutôt de sociologie.
En 2004, Jacques Lévy critique la géographie du genre pour plusieurs raisons : d'après lui elle serait marquée par le « communautarisme », au même titre que les black studies et jewish studies, ne différencierait pas assez « le registre de la production de connaissances et celui de l’action militante » et participerait à un « gender business » sur le modèle de ce que serait un « shoah business » (en français « industrie de l'Holocauste »).
D'après Claire Hancock, reprenant des idées de Christine Delphy sur l'universalisme français, « cette attitude est caractéristique de l’universalisme français où taxer de « communautarisme » suffit à disqualifier tout travail qui ne traite pas, sous couvert d’objectivité et d’universalité, des expériences des hommes blancs hétérosexuels valides de la classe moyenne/aisée ».

#### Décennies 2010 et 2020: entre institutionnalisation et retrait par rapport à l'intersectionnalité
Dès la toute fin des années 2000 les recherches portant sur le genre en géographie sortent des approches dans lesquelles elles étaient cantonnées jusque-là. Le genre devient une catégorie d'analyse comme une autre, davantage légitimée et reconnue. Le genre fait notamment partie des cadres d'analyse de l'intersectionnalité.
Les géographies du genre et féministes connaissent une certaine institutionnalisation et profitent de davantage de financements, : 
- la géographie participe au Groupement d'Intérêt Scientifique « Institut du genre », dont la première présidente est la géographe Nadine Cattan ;
- en 2017, une commission de géographie féministe est créée au sein du Comité National Français de Géographie[8]

Différents numéros de revues scientifiques (Justice Spatiale/Spatial Justice en 2011, Géographie et cultures et « Travaux et documents d’ESO » en 2012) permettent la diffusion de la géographie du genre dans la géographie française.
En 2020, Claire Hancock décrit la géographie du genre en France comme « un champ multiforme et bouillonnant, qui réunit des travaux dont certains se réclament simplement d’une approche par le genre, et d’autres revendiquent l’étiquette féministe ». Elle les regroupe selon différents axes:
- genre et développement ;
- genre et migration ;
- genre et ville ;
- genre et corps ;
- minorités sexuelles ;
- sexualités et hétéronormativité ;
- genre et santé ;
- genre et pratique du « terrain » en géographie physique ;
- genre et urbanisme[8].

Pour autant, toujours d'après Claire Hancock, en 2020 « l’étiquette « féministe » reste en large part tout aussi sulfureuse aujourd’hui qu’elle pouvait l’être à l’époque de Jacqueline Coutras, et beaucoup de chercheur-e-s hésiteraient encore à inscrire leurs travaux sous cette bannière ».
Les références actuelles des géographies féministes et du genre sont très diverses : que ce soit Judith Butler, Sam Bourcier, Elsa Dorlin, Colette Guillaumin, Christine Delphy, Danièle Kergoat ou les auteurs et autrices anglophones.
La géographie du genre et féministe française actuelle se démarque au niveau international par sa faible prise en compte des questions d'intersectionnalité et du rapport entre racisme et sexisme.

## Différences entre les géographies anglo-saxonnes et francophones
Dans les années 2000, les écrits français sur la géographie du genre questionnent et soulignent la différence entre les géographies du genre anglo-saxonne et francophone, et notamment leur écart de développement,. Cette différence est néanmoins nuancée voire contredite par certaines géographes françaises,.

### Différences d'utilisation du concept de genre soulignée dans les années 2000
Le concept de « genre » dans la géographie francophone n'a pas eu les mêmes échos que dans les pays anglophones. Paul Claval évoque en 2001 à ce propos un « écart "culturel" fondamental entre géographes français et anglo-saxons en ce qui concerne les géographies féministes ». À l'époque, la place accordée aux minorités dans les « géographies anglo-saxonnes » étonne en France. À l'inverse, la réticence française au concept de genre surprend les géographes anglophones dans la mesure où ils revendiquent l'héritage de la French Theory et plus largement d'auteurs et autrices francophones (Simone de Beauvoir, Michel Foucault, Gilles Deleuze, Julia Kristeva, Hélène Cixous, Luce Irigaray, Jacques Derrida). L'interprétation du concept de genre ainsi que son analyse en géographie francophone débutent avec la vague post-moderniste et post-structuraliste dans les années 1980 avec Jacqueline Coutras, mais sa diffusion se produit tardivement dans les années 1990[réf. souhaitée]. Pour Paul Claval, « l'essentiel est dit : il faut partir de la vague post-moderniste pour comprendre les géographies anglo-saxonne actuelles. Les barrières disciplinaires y ont toujours été moins rigides qu'en France ».
La géographie francophone a introduit les nouvelles orientations genrées de la géographie anglo-saxonne d'une manière tardive en raison des valeurs universalistes présentes dans le système politique et dans les connaissances scientifiques mais aussi en raison de peur face à l'évolution épistémologique de la discipline[réf. souhaitée].
Selon Christine Chivallon, la géographie de genre est interprétée dans les pays anglophones plus facilement car « c'est un mode de pensée fondé sur l'importance de l'appartenance communautaire et en contradiction directe avec la pensée française, universaliste qui a facilité l'affirmation de la Gender geography dans les pays de langue anglaise. Dans un contexte politique et culturel où la société est pensée de façon non-englobante, comme une multiplicité de communautés aux intérêts potentiellement divergents, la différence trouve un cadre plus propice à son expression ».

### Différences dans la revendication d'une approche féministe
D'après Francine Barthe-Deloizy et Claire Hancock en 2005, les Françaises ont bien plus de mal que leurs homologues britanniques et nord-américaines à se revendiquer féministes. Selon elles, le principal problème de la géographie, expliquant la difficulté en France de cette revendication, « est le biais « masculiniste » d'une large part de la discipline géographique pratiquée en majorité par des hommes, centrés sur des thématiques les concernant, et associée à des modes de pensée et de travail eux-mêmes conventionnellement connotés comme « masculins » ».
D'après cette interprétation, on observe encore actuellement[Quand ?] à quel point le genre est peu appliqué dans la géographie politique, économique, urbaine[réf. souhaitée], puisque leur construction francophone est toujours marquée par une pensée masculine qui interprète le monde de façon prétendument universelle
La géographie anglophone à la différence de la géographie francophone a ouvert depuis les années 1970 la possibilité d'analyser les différentes dimensions de la géographie traditionnelle comme les orientations sexuées qui marquent les pratiques de l'espace. De plus, la géographie anglophone montre une nouvelle façon de produire le savoir car selon elle, la connaissance est déterminée par la position de la personne qui le produit.

### Retard français dans la prise en compte du genre en géographie
Plus que des différences intrinsèques, différents textes portant sur la géographie du genre et féministe en France soulignent un retard et des contraintes au développement de ces géographies dans le contexte français,.
En 2002, Claire Hancock souligne le fait que dans la géographie anglophone – plus précisément dans l'ouvrage Social Geographies. Space and Society de Gill Valentine et dans le programme du colloque de l'Association des Géographes Américains (auquel participent géographes britanniques, canadiens, australiens et d'autres pays anglophones) – le genre est « intégré comme critère essentiel de différentiation, comme la classe peut l'être dans la géographie sociale française », contrairement à ce qui est fait en France au même moment. À titre d'exemple, alors que le livre généraliste sur la géographie de Richard Peet Modern Geographical Thought paru en 1998 comprend un chapitre entier sur la géographie du genre (« Feminism Theory and the Geography of Gender »), celui du géographe français Rémy Knafou de 1997 (L'état de la géographie) ne compte aucune référence à ce champ,,.

### Différences au sein des géographiesqueers
D'après Cha Prieur, il y aurait plus de continuité entre théories féministes et queers dans le monde anglophone que dans les approches francophones.

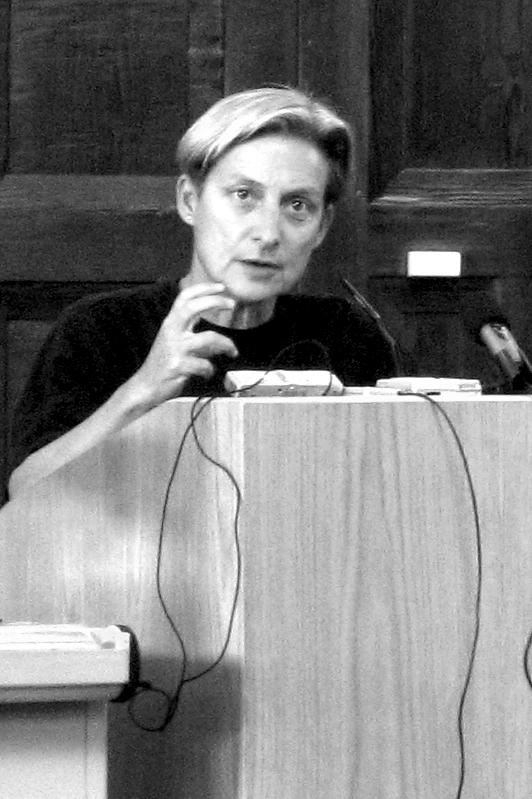
Les géographies queers s'appuient notamment sur des concepts de la philosophe Judith Butler.

Les travaux de la première vague queer (Judith Butler, Teresa De Lauretis, Eve Kosofsky Sedgwick), traduits en français jusqu'à quinze ans après leur parution, ont influencé les recherches queers françaises. Celles-ci ont moins pris en compte la seconde vague queer.

### Nuance et contradiction de ces différences
Dès le milieu des années 2000 des travaux nuancent et contredisent l'idée d'une différence fondamentale entre les géographies anglophones et francophones mobilisant le concept de genre.
En 2005, Francine Barthe-Deloizy et Claire Hancock considèrent « qu’il n’y a sans doute pas une façon spécifiquement « française » de faire la géographie du genre », les objets d'études et les méthodologies étant les mêmes partout.

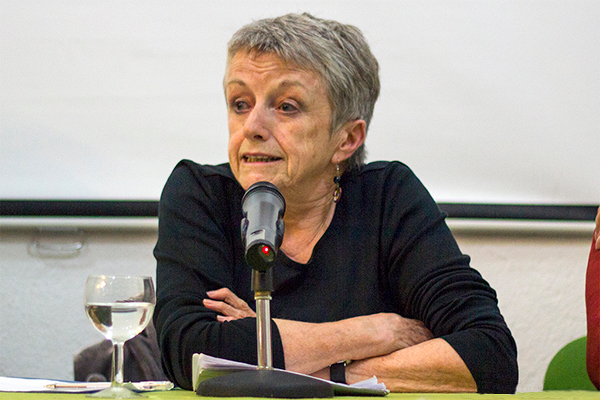
Doreen Massey, géographe britannique spécialiste de géographie urbaine et du genre

D'après Marianne Blidon, c'est parce que la géographie du genre française a dans un premier temps davantage pris pour référence les géographes britanniques (Linda McDowell, Liz Bondi, Doreen Massey) plutôt que les penseuses féministes matérialistes (comme Monique Wittig, Nicole Claude Mathieu, Paola Tabet et Colette Guillaumin) que certains et certaines considèrent qu'il n'y a pas d'équivalent des Feminist Studies, Gender Studies ou Women Studies en France.
En 2020, Claire Hancock considère qu'une nouvelle génération de géographes est familiarisée avec le concept de genre et connaît bien les travaux anglophones sur le sujet, ce qui tend à minimiser l'écart perçu au début des années 2000 entre géographies anglophones et francophones. D'après elle, « la génération montante de géographes est à mille lieues de professer la méfiance qui était celle des générations passées vis-à-vis de toute importation d’idées depuis les contextes anglophones ». La géographie française continue néanmoins de se différencier des géographies anglophones par sa faible prise en compte du concept d'intersectionnalité et des interactions entre sexisme et racisme.

## Épistémologies féministes et géographie
D'après Marianne Blidon, une des approches de la géographie du genre consiste à considérer que le genre détermine aussi les catégories de pensée et la façon dont on produit la connaissance. Cette approche mobilise les concepts des épistémologies féministes et notamment celui de point de vue situé. Elle contribue à une critique des épistémologies et méthodologies (pratiques de terrain,, systèmes d'information géographique, etc.) de la géographie en considérant notamment que l'idéal d'objectivité de la géographie est de l'ordre de la « fiction » et que « tout savoir est "situé", c'est-à-dire modifié et déterminé par la position de celui qui l'élabore ». Dès les années 1980-1990 dans la Gender Geography, « il est donc nécessaire, pour une bonne pratique scientifique, de dire d'"où" l'on parle afin de valider son propos : la subjectivité du chercheur est forcément présente et ne peut être niée. L'implication personnelle dans les sujets de recherche, qui reste souvent tabou dans la géographie française, est en toute honnêteté placée sur le devant de la scène ».
Ces considérations s'appuient notamment sur les travaux de Donna Haraway ou Anne Fausto-Sterling qui ont montré les biais masculinistes à l'œuvre dans les sciences de la nature et la recherche biomédicale et de Sandra Harding sur l'« objectivité forte ».
Comme Donna Haraway et Anne Fausto-Sterling l'ont fait pour d'autres disciplines, les géographes féministes soulignent les biais masculins et masculinistes de la géographie et des savoirs qu'elle produit. Pour Liz Bondi et Mona Domosh par exemple, « science is not only male dominated but also associated with what is culturally defined as masculine » (« la science n'est pas seulement dominée par les mâles, elle est également associée à ce qui est culturellement défini comme masculin »),. Ces analyses sont notamment développées par Gillian Rose dans son ouvrage Feminism and Geography, publié en 1993. Pour Linda McDowell, d'après Claire Hancock, en géographie « les critères de scientificité, les objets d'étude et les méthodes de recherche sont "androcentriques" » car vus à partir des expériences masculines de la réalité.
De la même manière, la géographie des sexualités permet de questionner le caractère hétéronormatif de la géographie et de l'institution universitaire en général, comme l'ont montré Gill Valentine et David Bell.

## Méthodologies

### Méthodes qualitatives
La critique du positivisme par les féministes les conduit à dénoncer les biais non questionnés des approches quantitatives et à diversifier les méthodologies de la recherche scientifique en privilégiant les approches qualitatives. Les méthodologies féministes mettent ainsi l'accent sur la « valeur scientifique des méthodes qualitatives fondées sur l’empathie et l’écoute, ainsi que la co-construction des savoirs ».
D'après Claire Hancock, elles doivent aussi « considérer avec circonspection les approches quantitatives qui tendent à réifier et à participer à la reproduction de catégories qui nécessitent par ailleurs une déconstruction », et de façon générale les méthodes traditionnelles des sciences sociales marquées par le regard masculin et le masculinisme.

#### Critique féministe des pratiques de terrain

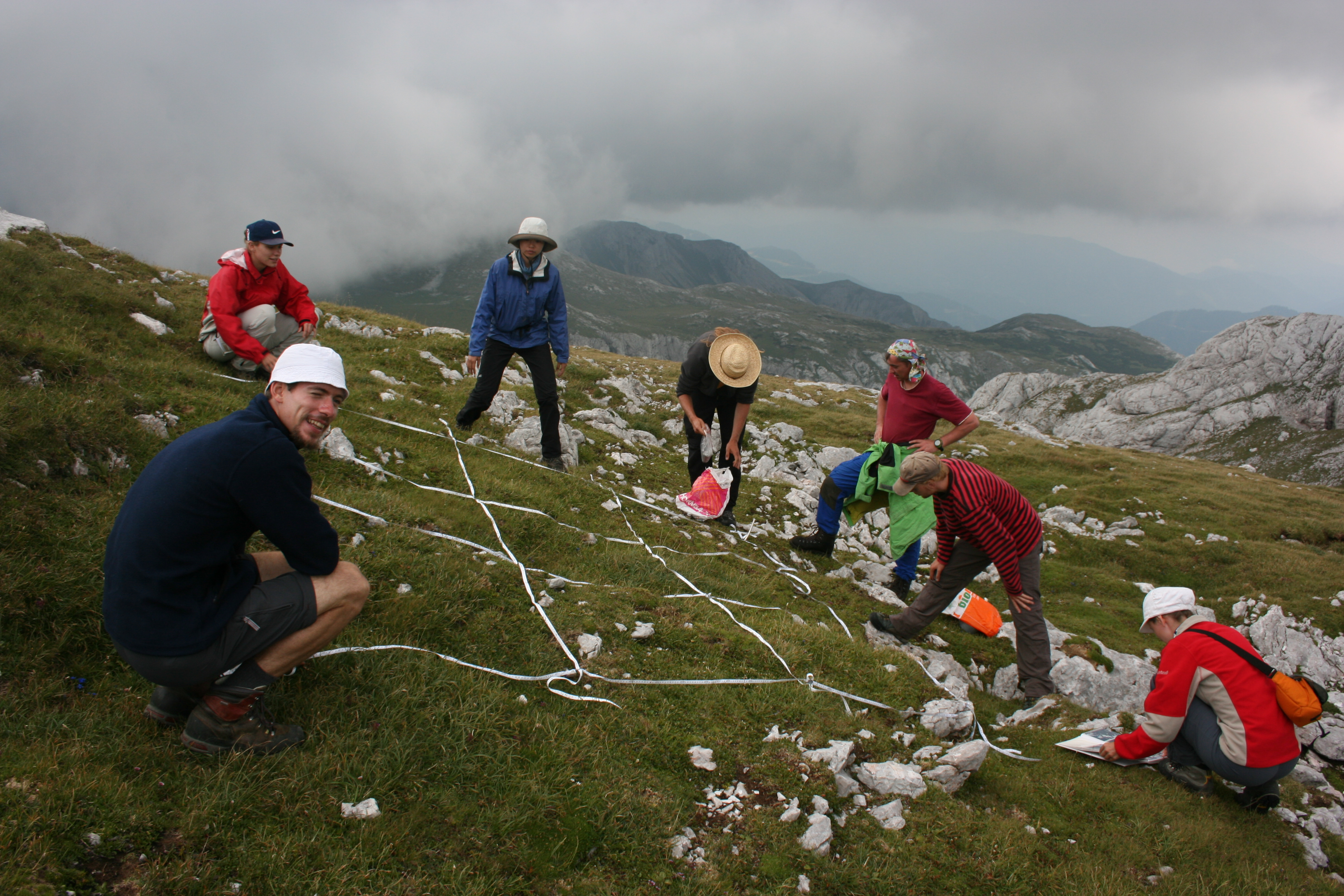
Les pratiques de terrain traditionnelles sont critiquées par la géographie féministe

Les façons de faire du terrain en géographie sont critiquées par les géographes féministes anglophones. D'après Anne Volvey, les géographes féministes anglophones « définissent alors le terrain comme un exercice de domination masculine dont les données sont élaborées en un savoir géographique de type masculiniste » .
Ces critiques sont reprises par la géographie française dans les années 2000 :

« Pour les géographes féministes le terrain devient à la fois l’outil de la condamnation de la science dite masculiniste (Hancock, 2004) et celui de la refondation d’une science dite féministe. »Volvey Anne, Calbérac Yann, Houssay-Holzschuch Myriam, « Terrains de je. (Du) sujet (au) géographique », Annales de géographie, 2012/5-6 (n° 687-688),DOI : 10.3917/ag.687.0441, p. 441-461.

Les géographies queers, quant à elles, appellent à « queeriser » l'ethnographie, vue comme un « outil au passé patriarcal et ethnocentré. Ielles insistent notamment sur la prise en compte des désirs dans la recherche ».

### Méthodes quantitatives
Mei-Po Kwan et Nadine Shuurman, reprenant les analyses de Donna Haraway, défendent l'idée de la possibilité d'un usage critique, et notamment féministe, des systèmes d'information géographique. Elles font partie, avec Susan Hanson, Gerry Pratt et Marianna Pavlovskaya des géographes anglophones promouvant les SIG comme outils de la géographie féministe.
Elles s'opposent en cela à des géographes comme Gillian Rose et Alison Blunt pour qui la cartographie est intrinsèquement source de domination. Pour Mei-Po Kwan et Nadine Shuurman, la cartographie et les technologies géonumériques ne sont pas masculinistes en soi mais seulement du fait de leurs usages. Ce faisant, les géographes féministes devraient selon elles s'en emparer pour en faire des techniques féministes.

### Recherche-action
S'appuyant notamment sur les épistémologies féministes, les recherches sur le genre ont la particularité de mettre en œuvre des méthodologies de recherche-action ou participatives et mêlant différentes formes d'écritures[réf. souhaitée].
Les études de géographie du genre sont souvent transdisciplinaires ou interdisciplinaires.
Un exemple de recherche-action participative est mené par la troupe théâtrale les Urbain.e.s à Gennevilliers, coordonnée par Corinne Luxembourg (géographe), Emmanuelle Faure (géographe) et Edna Hernandez-Gonzalez (architecte-urbaniste). Ce programme a pour particularité de s'appuyer sur la création théâtrale[pertinence contestée].
La confrontation au terrain et la production de connaissances est également le fait de mouvement associatif opérationnel comme Genre et Ville, créée en 2012 par Pascale Lapalud, urbaniste designer et Chris Blache, anthropologue urbaine[réf. souhaitée].

## Espaces et échelles

### Différents espaces de la géographie de genre
Contrairement à la géographie féministe, la géographie de genre envisage la singularité des actions des femmes dans un système créé par l'homme. Les relations de genre sont définies par les activités des hommes et des femmes dans des espaces distincts mais présentant des espaces de complémentarité permettant aux sociétés d'agir collectivement. Cependant les espaces différenciés et d'interrelations ne s'expriment pas à la même échelle géographique. Les espaces propres aux hommes et aux femmes s'expriment à l'échelle du micro-socio-spatiale (l'espace domestique) et les espaces d'interrelations s'expriment prioritairement à l'échelle du méso-socio-spatiale. Ces espaces d'interrelations séparent les genres autant qu'ils permettent les échanges grâce à des caractéristiques de complémentarité et de mixité. Lors de travaux concernant le « tourisme sexuel » la complémentarité a été observée lors de la transaction monétaire et la mixité spatiale présente lors de la négociation homme-femme dans la prostitution.

### Différentes échelles d'expression de la géographie
Le genre participe à la construction et à la reconstruction des territoires. Il permet d'en révéler des aspects masqués notamment lors de l'étude des pratiques genrées appliquées au territoire. La géographie de genre est utilisée à trois différentes échelles.

#### Échelle micro-socio-spatiale
L'échelle micro est privilégiée par l'analyse de genre en raison de son intérêt pour la connaissance de l'individu. Traditionnellement investi par le masculin, l'espace du domestique est progressivement réinvesti par le féminin. Il est marqué par la visibilité homme-femme. Les nouvelles pratiques spatiales féminines conduisent à augmenter la visibilité quotidienne des femmes grâce à une augmentation de leur mobilité liée à leurs activités économiques. Les femmes investissent de nouveaux territoires et acquièrent de nouveaux savoir-faire. Les femmes présentent des pratiques spatiales quotidiennes de proximité avec une forte fréquentation de ces lieux alors que les hommes présentent des pratiques spatiales quotidiennes éloignées avec une faible fréquentation de ces lieux. L'accroissement progressif de la mobilité des femmes fait apparaître une identification symbolique progressive des femmes aux lieux qu'elles fréquentent contrairement aux hommes pour qui ce processus d'appropriation est implicite.

#### Échelle méso-socio-spatiale
L'échelle méso s'intéresse aux groupes sociaux genrés en relation avec le territoire. Les catégories sociales sont empreintes de codes et de normes qui permettent de comprendre les rapports sociaux genrés au territoire. La diversification des activités économiques a permis une mise en relation des groupes sociaux féminins et des institutions politiques. Le principe genré « d'égalité des chances » est appliquée. Il permet un développement des activités communautaires féminines et l'amélioration de la représentation des femmes dans les lieux de pouvoir de niveau régional.

#### Échelle macro-socio-spatiale
L'échelle macro est largement destinée aux institutions et aux sociétés d'ordre mondiale et nationale. Elles intègrent de façon volontariste les discours de genre au sein des organisations et des projets territoriaux. Leurs effets se manifestent par un aplanissement des relations de pouvoir entre les hommes et les femmes et oblige à une redéfinition des pratiques, des rôles et de la hiérarchisation des rapports sociaux entre les sexes.

## Principaux domaines d'utilisation
Le genre est abordé à travers différents champs de la géographie avec une grande diversité de thèmes surtout dans la géographie anglophone. En 2001, les sessions du colloque de l'Association of American Geographers portent par exemple sur : l’État, les universités, la marginalisation, les enfants, la technologie de l'information et leur impact, le développement, le handicap, la mobilité, la croissance urbaine, les religions, le syndicalisme, le tourisme, les activités rurales, etc..

### Géographie sociale et culturelle
Les premiers travaux de géographie féministe s'appuient sur la géographie sociale et le concept d'espace vécu.
La géographie du genre s'inscrit dans la géographie culturelle dans la mesure où « la féminité », « la place des femmes », « le rôle des femmes », « la masculinité », « la place des hommes », « le rôle des hommes » sont des construits culturels.

### Géographie économique
- géographie rurale : la géographie de genre souhaite rendre compte des dynamiques spatiales et sociales féminines dans un territoire local spécifique. Ces études rencontrent des difficultés dans la délimitation de leurs travaux en raison d'une grande mixité socio-culturelle et économique en zone rurale[39].
- géographie du travail et de l'espace: cette géographie analyse les pratiques et les espaces genrés dans de cadre du développement économique[réf. souhaitée].

### Géographies post-coloniale et décoloniale
Ces géographies s'attachent à rendre compte de la diversité du monde et remettent en question une vision du monde orientée du point de vue européen et plus largement occidental.
Le préfixe « post », dans ce contexte, signifie « au-delà » et non « après » : il ne s'agit pas de dire, dans les postcolonial studies, que l'on se situe après le colonial mais qu'il faut créer un nouveau rapport au passé colonial.

### Géographie du pouvoir
La géographie de genre permet de réétudier la géographie du pouvoir à travers l'étude du rapport de pouvoir entre hommes et femmes localisé dans de nouveaux espaces : les espaces en dehors de l'État, dans la société, et au sein de la vie privée.

### Géographie des sexualités etgay, lesbian, bi- and trans gender studies
Le terme de genre « permet de repenser le lien entre sexe et genre », d'où les interactions entre ce concept et le développement des études portant sur les personnes LGBT+. En effet, l'homosexualité « remet en question les rôles genrés traditionnels ».

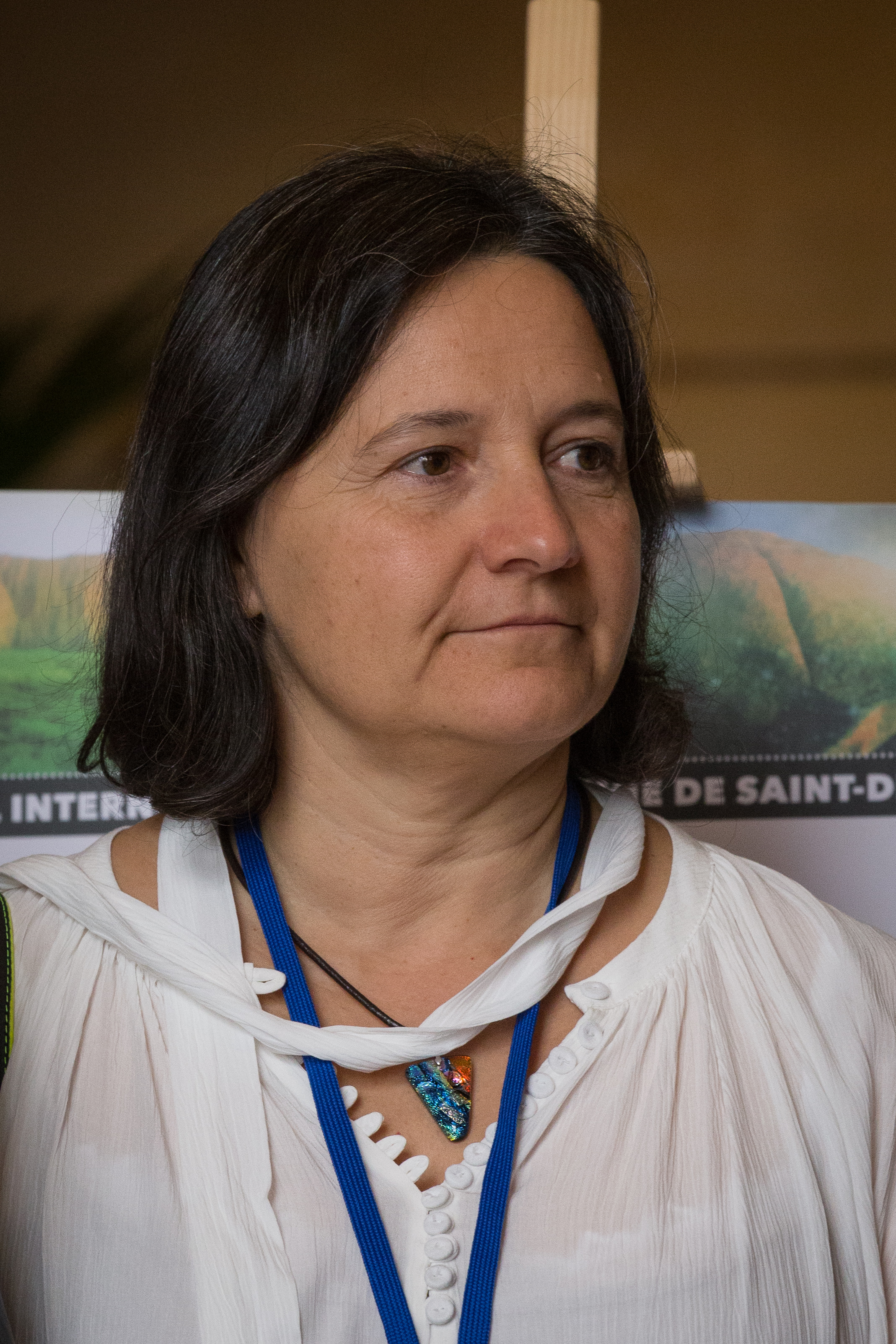
Béatrice Collignon, géographe ayant promu les approches de géographie du genre et des sexualités

La géographie des sexualités regroupe un ensemble de travaux portant sur les dimensions spatiales de la sexualité. D'après Karine Duplan, la géographie des sexualités a été influencée par trois courants :
- les études gaies et lesbiennes dans les années 1980 ;
- les géographies féministes, des femmes et du genre ;
- la géographie queer[14].

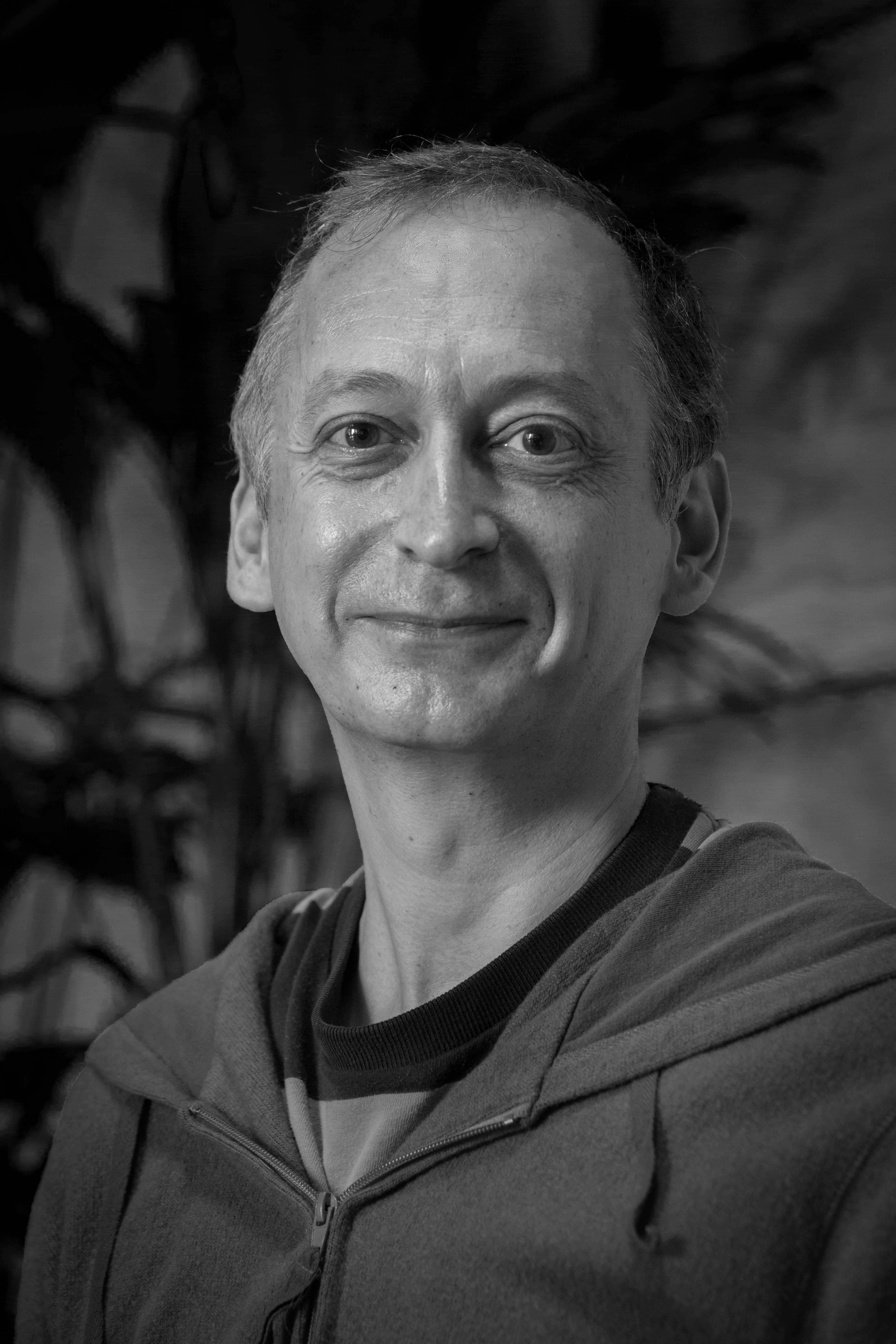
Jean-François Staszak, géographe ayant promu les approches de géographie du genre et des sexualités

Le livre Mapping Desire de Gill Valentine et David Bell, publié en 1995, est fondamental dans le développement de la géographie des sexualités. Il regroupe des travaux portant sur différentes minorités sexuelles et différents types d'espaces, de géographes devenus des références dans le champ : David Bell, Jon Binnie, Michael Brown, Lynda Johnston, Laurence Knopp, Linda McDowell et Gill Valentine,. Il est considéré comme le premier ouvrage abordant les questions de sexualité du point de vue de la géographie. « Ces travaux sont plutôt centrés sur les identités sexuelles et les espaces de résistance créés pour faire face à l’hétéronormativité de l’espace public ».
Ces thématiques émergent plus tard et plus difficilement en France,.

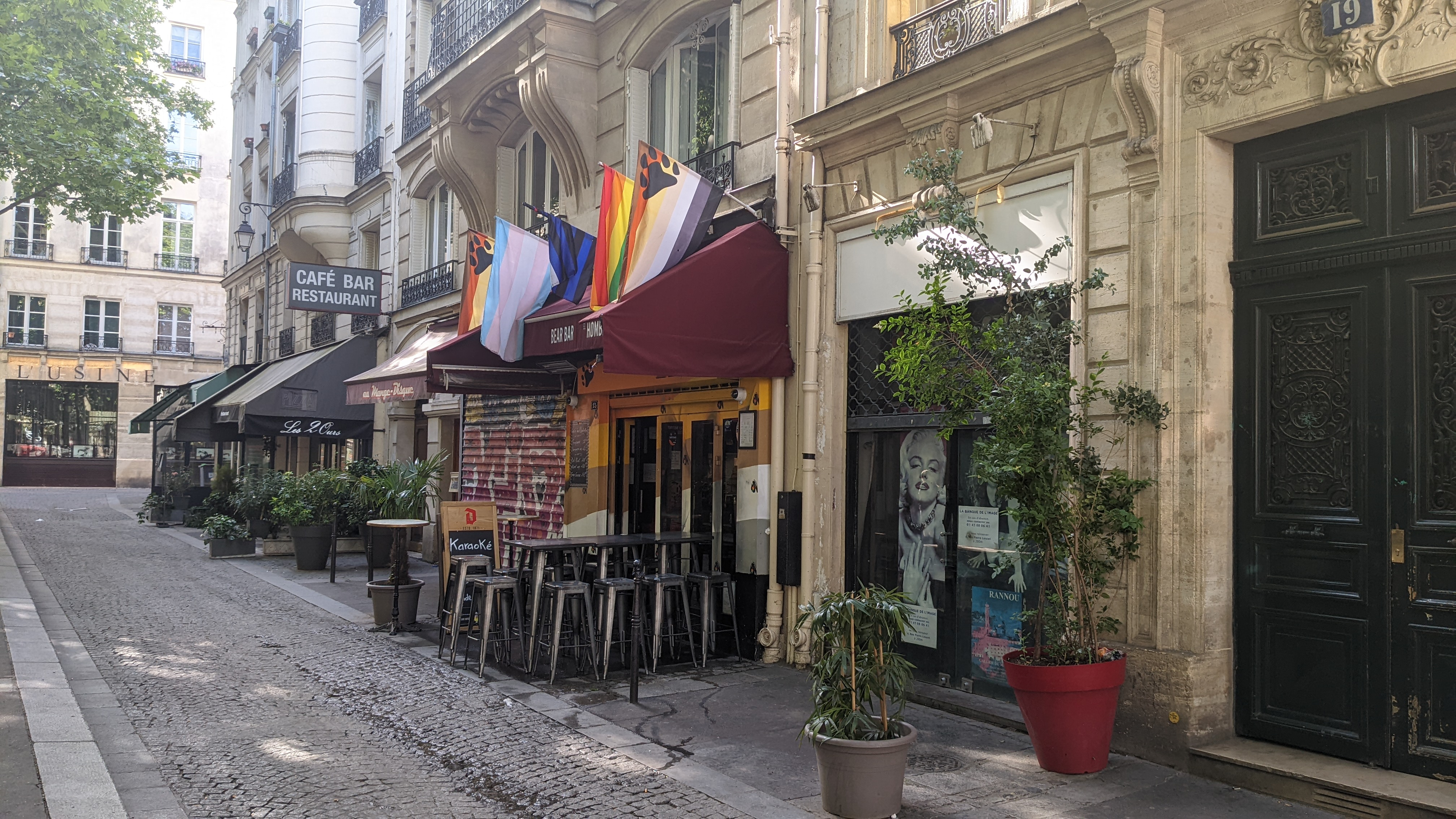
Les premiers travaux de géographie des sexualités français portent sur Paris et notamment ses lieux de sociabilité LGBT, ici un café.

D'après Marianne Blidon, les géographes français découvrent la question gay à travers les travaux de Boris Grésillon et les positionnement de Jean-François Staszak et Béatrice Collignon en faveur de la géographie postmoderniste. Suivent ensuite les travaux de Stéphane Leroy, Emmanuel Jaurand, Nicolas Boivin et Marianne Blidon (dont la thèse soutenue en 2007 est la première sur la question en France) sur la question. Tout comme les géographes espagnol Víctor Fernández Salinas et belge Jean-Michel Decroly, ils ont notamment pour référence les géographes britanniques Gill Valentine, David Bell et Jon Binnie. La plupart des premiers travaux français de géographie des sexualités portent sur Paris.
Dans le cadre de la géographie de l'homosexualité, les lesbiennes sont souvent invisibilisées par rapport aux gays : les travaux portant sur elles sont moins nombreux,. Nadine Cattan et Anne Clerval montrent que leur rapport à l'espace est différent de celui des gays.
Le terme « queer » est discuté par certains et certaines géographes et proposé pour pallier les manques d'une géographie des sexualités pas assez attentive à la fluidité des genres. Ces géographies des sexualités marquées par une lecture queer proposent de nouvelles approches et objets d'étude.

### Géographiesqueers

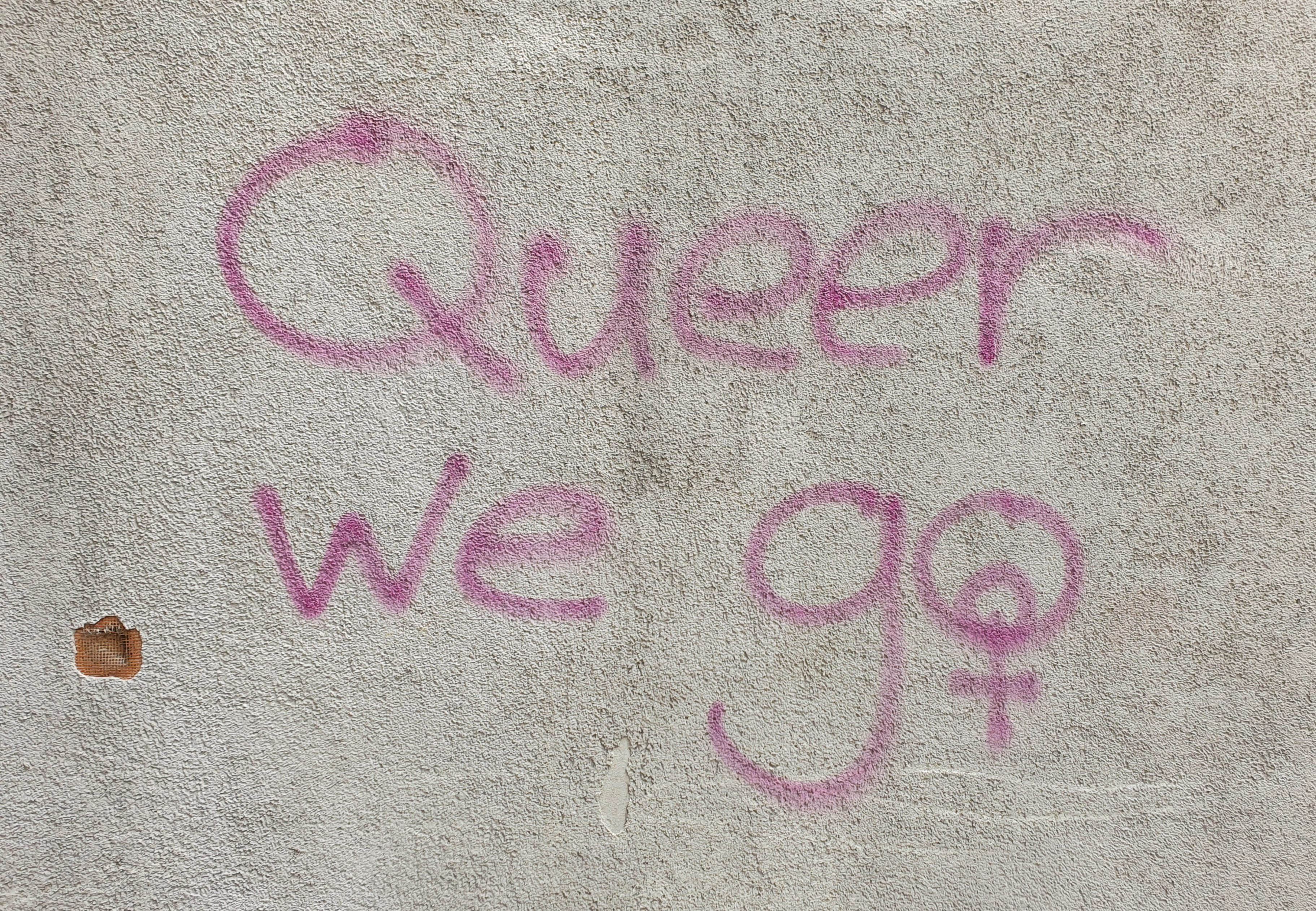
Tag queer dans la rue en Allemagne.

Le terme « queer », d'abord péjoratif, est récupéré par une partie des communautés homosexuelle et trans et porte une connotation politique importante,. Sa définition est complexe. La théorie queer met notamment en question l'hétérosexualité.
Les approches queers ont pour héritage le postmodernisme et le féminisme et en particulier les travaux de Judith Butler. Le queer est diffusé dans le champ académique par les travaux de Teresa de Lauretis et de Judith Butler, sans que la seconde ne se rattache explicitement à ce champ. Le concept de « performance » utilisé par Judith Butler devient central dans la théorie queer. Dans le cadre de la géographie, il permet de « porter l’attention sur le rapport entre corps et espace, et de mettre en évidence la matérialité de ce rapport et ses conséquences sur les transformations de l’espace. Cette perspective d’analyse s’avère intéressante dans la géographie du genre et de la sexualité mais aussi dans les recherches sur les mouvements sociaux et sur l’usage de l’espace (surtout urbain) dans le militantisme ».
Certains discours ont tendance à opposer les théories féministes et queers et à souligner leurs différences et oppositions, mais les universitaires queers mobilisent les apports théoriques féministes. D'après Cha Prieur, il y aurait plus de continuité entre théories féministes et queers dans le monde anglophone que dans les approches francophones qui seraient plus clivées : « les théories féministes et queers se sont côtoyées dans le monde anglophone alors qu’en France et au Québec, la théorie queer est apparue comme une alternative au féminisme matérialiste ».
L'expression anglaise queer geography date de la fin des années 1990. Les expressions queer et queer space sont déjà présentes dans l'ouvrage Mapping Desire de Gill Valentine et David Bell (qui correspond à la première vague de géographie queer) : les géographies queers s'inscrivent aussi en continuité et en opposition de la géographie des sexualités.
Ainsi, « une géographe comme Rachèle Borghi propose de substituer à une géographie des sexualités (homosexuelle, lesbienne, bi, trans…) associée à l’idée d’un espace genré, une multiplicité de géographies critiquant la construction socio-spatiale de la norme hétérosexuelle pour penser les rapports entre les espaces, le genre et les sexualités ». Pour Natalie Oswin, géographe au Canada, le terme « queer space » est mal employé par David Bell, Gill Valentine et Jon Binnie car simplement utilisé comme synonyme d'« espace homosexuel »,. Pour Natalie Oswin, les géographies queers doivent dépasser les géographies du genre et des sexualités : elles doivent « aller au-delà des dichotomies homosexuel-le/hétérosexuel-le, homme/femme, espace public/espace privé, dominant/dominé… Elles ont pour but d’étudier les lieux et les communautés qui résistent à différents types de normativités (révélatrices de rapports de pouvoir et de domination) et de voir comment, par quelles actions politiques, sociales et culturelles, elles le font ». La nouvelle définition d'espace queer proposée par Natalie Oswin intègre aussi « les personnes trans, les homosexualités non homonormées et les hétérosexualités non hétéronormées ». De plus, tout comme la géographie du genre ne porte pas uniquement sur les femmes, les géographies queers ne portent pas uniquement sur les personnes queers.
Cha Prieur évoque différentes pistes thématiques et méthodologiques développées par les géographies queers :
- l'étude de « l’entre-deux des genres et des sexualités », dans laquelle s'inscrivent par exemple les travaux de Kath Browne, Catherine J. Nash, Alison Bain, Cha Prieur et Phil Hubbard ;
- les enjeux de la « production des savoirs et méthodologies queers » qui comptent notamment l'ouvrage Queer Methods and Methodologies de Kath Browne et Catherine J. Nash, paru en 2010 et mobilisent beaucoup les théories des savoirs situés tout en mettant en cause l'injonction à la réflexivité ;
- la question de l'engagement de la recherche et du lien avec les milieux militants[13].

Les géographies queers se déclinent ainsi en différentes thématiques et branches et intègrent différentes approches, comme celle de l'intersectionnalité (comprenant les travaux de Andrew Gorman-Murray, Lynda Johnston, Gordon Waitt, Catherine J. Nash, Alison Bain, Jackie Gabb ou encore Lorena Munoz) et du matérialisme. Il s'agit de géographies à la fois sociales, politiques et culturelles,.
Au-delà de ces considérations d'ensemble sur les géographies queers, celles-ci peuvent être séparées en deux vagues successives.

#### Première vague de géographiequeer
Le projet queer en géographie est centré autour de la déconstruction de la norme hétérosexuelle. Sa première vague est surtout portée par des géographes gais et lesbiennes britanniques et a pour référence numéro de lancement de la revue Gender, place and culture (en) et les travaux de David Bell et Gill Valentine. D'après Karine Duplan, « en s’appuyant sur la performativité et la fluidité des identités et des espaces, les auteur.e.s mettent l’accent sur la déconstruction des binarités qui nous servent à penser notre espace d’ordre ». Ces travaux de la première vague queer considèrent que les espaces sont produits par l'hétéronormativité. Ce faisant, ils ont paradoxalement tendance à renforcer l'opposition entre les espaces hétéronormatifs et les espaces queers.
La première vague de géographie queer donne lieu à des débats et fait l'objet de nombreuses critiques, pour son sexisme, son racisme, son ethnocentrisme, son orientation discursive et sa désincarnation.

#### Deuxième vague de géographiequeer
Dans la lignée des travaux féministes, la deuxième vague de géographie queer donne une place plus importante au corps. Les géographies trans sont au cœur de cette évolution et participent au développement de nouvelles méthodologies et approches, centrées notamment sur les expériences de vie individuelles (travaux de Sally Hines et Catherine J. Nash), l'autoethnographie (travaux de Petra Doan) et le rôle du désir (travaux de Jon Binnie) des émotions dans la recherche scientifique.
La deuxième vague de géographie queer insiste sur le fait que le terme de queer n'est pas seulement un équivalent de LGBT mais qu'il sert à contester autant l'hétéronormativité que l'homonormativité, comme le souligne Kath Browne. Ce courant appelle aussi à analyser l'hétéronormativité elle-même, comme le font Natalie Oswin et Philip Hubbard. Contrairement à certains travaux antérieurs de géographie des sexualités et queer, il remet aussi en cause la primauté de la sexualité comme critère d'identification par rapport par exemple au genre, à la race, ou à la classe sociale. C'est le cas des études réalisées par Heidi Nast sur le patriarcat homosexuel, ou par Alison Bain et Catherine J. Nash sur les normes de genre et de classe dans les saunas lesbiens.

### Géomatique et SIG féministes
Des géographes anglophones comme Nadine Schuurman, Mei-Po Kwan, Geraldine Pratt, Susan Hanson et Marianna Pavlovskaya développent des théories et des méthodes de géomatique et systèmes d'information géographique (SIG) prenant en compte le genre voire féministes. Les SIG féministes sont liés aux SIG critiques et à la cartographie critique.

## Critiques et débats

### Critiques et débats externes au champ
D'après différentes autrices, la géographie du genre fait en France l'objet de critiques, de disqualifications et de résistances sociales, disciplinaires et institutionnelles fortes,,, du fait notamment de ce qui est nommé« « l’universalisme » à la française ». Les travaux de Jacqueline Coutras sont ainsi dès le départ considérés comme n'étant pas assez universels. Cet argument est contredit par le fait que beaucoup de travaux se prétendant universels portent en fait sur les populations masculines (par exemple le fait de n'étudier que le travail salarié alors que les femmes réalisent plutôt du travail domestique). En 2004, le géographe Jacques Lévy taxe les études de genre de « communautarisme » et juge leur développement inquiétant, notamment pour leur caractère militant et du fait que selon lui, pour les études de genre, le « genre serait encore plus premier, encore plus fondamental que toute autre distinction ». Il qualifie ce champ de « néo-substantialiste » et interroge la pertinence de l'utilisation du terme de genre plutôt que de celui de sexe en français. Il termine néanmoins en disant que « comme catégorie sociale, c’est-à-dire comme construction sociale historiquement mise en place et historiquement dépassable [...] la notion de genre nous interroge et nous invite à faire du neuf ».
La critique du postmodernisme à l'égard de la pensée féministe porte sur le fait qu'en insistant sur la différenciation entre les sexes ou genres, la pensée féministe crée la fiction d'une femme abstraite qui ne tient pas compte des distinctions et inégalités entre les femmes. Ceci peut mener à l'invisibilisation d'autres structures de domination.
Dans les années 2010-2020, l'institutionnalisation des géographies féministes et du genre et les politiques européennes de « Gender mainstreaming » conduisent à la critique selon laquelle ces géographies seraient un « phénomène de mode ».
Au-delà de la sphère scientifique et de celle de la géographie, la légitimité des recherches sur le genre est régulièrement remise en cause dans le champ médiatique.

### Critiques et débats internes au champ
Les études de genre dans leur ensemble voient l'existence « de clivages, de divergences fortes, de débats houleux et d’une pluralité de féminismes ».
D'après The feminist scholarschip, les études universitaires portant sur la géographie de genre seraient principalement issues de femmes « blanches, hétérosexuelles, et occidentales » et conduiraient à négliger les variétés de autres systèmes sociaux des femmes non-blanches, non-hétérosexuelles et non-occidentales. Cependant les études récentes des rapports de genre commenceraient à prendre de façon croissante ces variables interculturelles en considération.

## Principaux auteurs et autrices

### Auteurs et autrices francophones en lien avec la géographie du genre
Par ordre alphabétique :
- Marianne Blidon : géographe, maîtresse de conférences à l'Institut de démographie de l'université Paris 1 Panthéon-Sorbonne. Elle a été membre fondatrice et codirectrice de la revue Genre, sexualité et société, et membre du comité de Gender, Place & Culture (en)[42]. Elle a aussi créé et codirigé le certificat d'études genre à l'université Paris 1 et elle est membre de la commission genre et géographie de l'UGI[43]. Elle a soutenu la première thèse française en géographie des sexualités et son habilitation à diriger des recherches sur la géographie féministe.
- Rachele Borghi : maîtresse de conférences en géographie à l'Université Paris-Sorbonne (Paris IV). Spécialiste du post-porn et du pornactivisme, elle inscrit son travail dans une géographie queer et décoloniale.
- Nadine Cattan : directrice de recherche au CNRS (Laboratoire : Géographie-Cités). Ses travaux portent notamment sur la manière dont le genre et la sexualité organisent l'espace et produisent des territorialités spécifiques (en particulier urbaines).
- Amandine Chapuis : maîtresse de conférences en géographie à l'Université Paris Est Marne-la-Vallée (Laboratoire : ACP). Elle aborde la question du tourisme urbain à partir d'une approche de genre.
- Jacqueline Coutras : chercheuse au CNRS, ses travaux font d'elle une pionnière de la géographie du genre en France et portent sur les pratiques urbaines et comportements spatiaux des femmes.
- Karine Duplan : maître-assistante (senior lecturer) à l'Université de Genève. Spécialiste de l'hétéro-normativité des espaces du quotidien, en particulier dans le contexte de villes mondialisées.
- Gaëlle Gillot : maîtresse de conférences à l'Université Paris 1 Panthéon-Sorbonne (Laboratoire : DEVSOC). Spécialiste des pratiques des espaces publics au Maghreb et Moyen-Orient. Elle travaille aujourd'hui sur les pratiques spatiales des ouvrières du textile au Maroc.
- Claire Hancock : professeure des universités en Géographie à l'Université Paris-Est Créteil (Laboratoire : Lab'URBA). Elle est depuis 1995 membre du comité de rédaction de la Revue Géographie et Culture et est depuis 2009 rédactrice en chef adjointe de la revue Justice Spatiale.
- Emmanuel Jaurand, professeur de géographie à l'Université d’Angers (Laboratoire ESO)
- Joanne Le Bars : maîtresse de conférences en géographie à l'Université Paris Est Marne-la-Vallée (Laboratoire : ACP). Ses travaux portent sur les pratiques et les stratégies spatiales des femmes migrantes SDF.
- Antoine Le Blanc : professeur de géographie à l'université du Littoral à Dunkerque. Travaille sur les pratiques spatiales du sport LGBT. Président du Comité National Français de Géographie.
- Stéphane Leroy : professeur de géographie à l'Université d'Angers
- Sophie Louargant : maîtresse de conférences en Géographie à l'université de Grenoble Alpes (Laboratoire : PACTE). Elle a soutenu en 2003 une thèse portant sur la mobilisation du concept de genre pour analyser la notion de territoire.
- Corinne Luxembourg : maîtresse de conférences en géographie à l'université d'Artois (Laboratoire : Discontinuités)
- Kamala Marius : maîtresse de conférences HDR en géographie à l’Université de Bordeaux Montaigne (Laboratoire : LAM), elle travaille sur les inégalités de genre en Inde[44].
- Édith Maruéjouls : maîtresse de conférences en géographie à l'Université Bordeaux-Montaigne, elle a créé le bureau d’études L’ARObE (Atelier recherche observatoire égalité).
- Cha Prieur : géographe titulaire d'un doctorat. Cha Prieur a soutenu en 2015 une thèse à l'Université Paris 4 sur la géographie des milieux queers à Paris et Montreal, sous la direction de Louis Dupont.
- Evangelina San Martin Zapatero : docteure en géographie. Elle a soutenu en 2019 une thèse à l'Université Bordeaux-Montaigne sur la dimension spatiale des violences conjugales, sous la direction d'Yves Raibaud.
- Yves Raibaud : maître de conférences émérite de l'Université Bordeaux Montaigne.
- Mina Saïdi-Sharouz : architecte et docteure en géographie. Enseignante en SHS à l'ENSA Paris La Villette. Elle est spécialiste des pratiques spatiales des femmes dans les espaces publics iraniens.
- Camille Schmoll : directrice d'études à l'EHESS (Laboratoire : Géographie-cités). Ses travaux portent sur les dynamiques migratoires dans l’espace euro-méditerranéen, avec une attention spécifique portée aux vécus des femmes migrantes[45].
- Raymonde Séchet : professeure émérite de l'Université Rennes 2.
- Jean-François Staszak : professeur en géographie à l'université de Genève. Il étudie la géographie de genre à travers le biais des discours culturellement dominant et notamment l'altérité et l'exotisme[46].
- Marion Tillous : maîtresse de conférences en géographie et études de genre à l'Université Paris 8 Vincennes Saint-Denis (Laboratoire : LEGS). Elle a travaillé sur le harcèlement sexuel dans les espaces de mobilité ; ses travaux portent aujourd'hui sur le contrôle spatial au sein du couple et ses conséquences sur la mobilité des femmes.
- Anne Volvey : professeur en géographie à l'université d'Artois (Laboratoire : Textes et Cultures)
- Djemila Zeneidi : directrice de recherche au CNRS (Laboratoire : Passages). Elle s'est intéressée aux vécus et aux pratiques spatiales des ouvrières agricoles saisonnières en Espagne.

### Autrices anglophones en lien avec la géographie du genre

#### Géographes anglo-saxonnes (États-Unis, Canada, Royaume-Uni, Australie, Nouvelle Zélande)
- Patricia Daley, professeure à l'université d'Oxford, mobilise une perspective historique féministe pour étudier les génocides dans la région des Grands Lacs.
- Mona Domosh[47], professeure à Dartmouth College, elle a créé la revue Gender, Place and Culture avec Liz Bondi. Elle a publié plusieurs ouvrages de références notamment Putting Women in Place: Feminist Geographers Make Sense of the World avec Joni Seager.
- Ruth Fincher est spécialiste de l'analyse de l'ethnicité et du genre dans l'environnement urbain bâti et dans l'interaction entre les institutions de l'État et le public.
- Susan Hanson montre le lien entre la spatialisation et les trajectoires en étudiant l'évolution du travail des femmes dans le secteur industriel de la région de Worcester (Massachusetts-États-Unis). Il apparaît que les lieux de « ghettoisation » seraient dominés par les femmes et leurs activités économiques[48].
- Louise Johnson, géographe et universitaire australienne, spécialisée en géographie du genre, s'intéresse aux évolutions urbaines et post-coloniales en Australie[49].
- Cindi Katz, développe une approche féministe marxiste dans ses travaux de géographie.
- Audrey Kobayashi, géographe canadienne s'est spécialisée en géographie, géopolitique et en études raciales et de genre.
- Robyn Longhurst, étudie le corps en géographie et notamment pendant la grossesse.
- Doreen Massey utilise les courants communautaires et féministes pour étudier les divisions de l'espace. Elle a défini des espaces différenciés en fonction des sexes et de mixités notamment dans le cadre de la division du travail hommes-femmes dans les usines londoniennes[50].
- Linda McDowell fait partie des cofondatrice du groupe de recherche sur les femmes et la géographie de la Royal Geographical Society en 1982[51].
- Janet Townsend pionnière en géographie du genre dans les pays en développement.
- Janet Momsen montre la validité de l'utilisation de critères genrés dans le cadre de ses travaux en géographie du développement et de la pauvreté pour prendre en considération la place des femmes dans le développement économique mondial[52].
- Janice Monk a joué un rôle central dans l'institutionnalisation de la géographie du genre aux États-Unis et dans le monde notamment par son implication dans les associations professionnelles (AAG et UGI) mais aussi par le mentorat qu'elle a réalisé tout au long de sa carrière.
- Rachel Pain publie de nombreux articles sur les violences, la sécurité communautaire, le traumatisme ou encore la peur.
- Gillian Rose articule la géographie féministe, l'étude des cultures visuelles et l'analyse des savoirs géographiques. Elle est l'autrice du livre Feminism and Geography: The Limits of Geographical Knowledge publié en 1993.
- Jo Sharp, géographe écossaise, a publié plusieurs ouvrages de géographie féministe avec Linda McDowell.
- Gill Valentine est spécialiste de géographie sociale, du genre et des sexualités.

#### Géographes indiennes
- Saraswati Raju, professeure à l'Université Jawaharlal Nehru, analyse la marginalisation des femmes dans le marché du travail et dans l'éducation en Inde[53].
- Kuntala Lahiri-Dutt a travaillé sur les femmes employées dans les mines et œuvre pour l'empowerment (autonomisation) des femmes.
- Gopa Samanta est engagée dans la défense des femmes et travailleurs pauvres marginalisés, et des questions de villes et transports.

#### Géographe hong-kongaise
- Mei-Po Kwan est spécialiste des SIG et travaille sur des méthodes de visualisation féministes, permettant de rendre compte des vécus des femmes et des enjeux de genre en géographie quantitative.

### Dans d'autres langues
- Maria Dolors García Ramón est une pionnière de la géographie du genre. Elle a introduit la perspective de genre dans la géographie sociale et culturelle[54].
- Isabel Margarida André est pionnière au Portugal de la géographie du genre. Sa thèse porte sur le travail domestique et les rapports de genre[55].
- Mei-Po Kwan, géographe d'origine Hong-Kongaise, défend l'idée de la possibilité d'un usage critique, et notamment féministe, des systèmes d'information géographique[56].
- Brenda Yeoh est une géographe singapourienne qui travaille notamment sur la thématique des migrations

## Prix
Le Janice Monk Service Award est décerné chaque année par le groupe Geographic Perspectives on Women de l'American Association of Geographers depuis 2000.
Depuis 2009, un Susan Hanson Dissertation Proposal Award est également attribué par ce même groupe.
Le prix Isabel André est décerné au Portugal pour récompenser des thèses de doctorat dans les domaines de la géographie et de l'aménagement du territoire développant une réflexion sur le genre.

## Principales revues scientifiques

### Revues internationales de géographie du genre
- Gender, Place & Culture (en)
- Revista Latino-americana de Geografia e Gênero[59]

### Revues françaises de géographie du genre
- Genre, sexualité & société, revue française interdisciplinaire, fondée notamment par la géographe Marianne Blidon.